# Suther Ness
Suther Ness är en halvö i Storbritannien.   Den ligger i kommunen Shetlandsöarna och riksdelen Skottland, i den norra delen av landet, 1 000 km norr om huvudstaden London. Suther Ness ligger på ön Whalsay.